# Santiago (microregio)
Santiago is een van de 35 microregio's van de Braziliaanse deelstaat Rio Grande do Sul. Zij ligt in de mesoregio Centro Ocidental Rio-Grandense en grenst aan de microregio's Restinga Seca, Santa Maria, Campanha Ocidental, Santo Ângelo, Cruz Alta en Santa Cruz do Sul. De microregio heeft een oppervlakte van ca. 11.214 km². In 2005 werd het inwoneraantal geschat op 114.839.
Negen gemeenten behoren tot deze microregio:
- Capão do Cipó
- Itacurubi
- Jari
- Júlio de Castilhos
- Pinhal Grande
- Quevedos
- Santiago
- Tupanciretã
- Unistalda

Mesoregio's: Centro Ocidental Rio-Grandense · Centro Oriental Rio-Grandense · Metropolitana de Porto Alegre · Nordeste Rio-Grandense · Noroeste Rio-Grandense · Sudeste Rio-Grandense · Sudoeste Rio-Grandense

Microregio's: Cachoeira do Sul · Camaquã · Campanha Central · Campanha Meridional · Campanha Ocidental · Carazinho · Caxias do Sul · Cerro Largo · Cruz Alta · Erechim · Frederico Westphalen · Gramado-Canela · Guaporé · Ijuí · Jaguarão · Lajeado-Estrela · Litoral Lagunar · Montenegro · Não-Me-Toque · Osório · Passo Fundo · Pelotas · Porto Alegre · Restinga Seca · Sananduva · Santa Cruz do Sul · Santa Maria · Santa Rosa · Santiago · Santo Ângelo · São Jerônimo · Serras de Sudeste · Soledade · Três Passos · Vacaria